# Steve Nisbett
Pour les articles homonymes, voir Nisbet.
Steve "Grizzly" Nisbett, né le 15 mars 1948 à Niévès et mort le 18 janvier 2018, est un batteur du groupe de reggae Steel Pulse de 1977 à 2001. 

## Biographie
Stephen Vincent Nisbett, né le 15 mars 1948 à Niévès, dans les Caraïbes, est l'aîné des six enfants de Joseph et de Veronica Nisbett.
En 1957 il s'installe à Birmingham en Angleterre, où ses parents s'étaient déjà installés,. Adolescent il commence à jouer de la batterie et des percussions et fait partie de divers groupes soul, tels que Penny Black, Rebel, Roy Gee et Stax Explosion.
Il rejoint Steel Pulse en 1977 avant leur premier album Handsworth Revolution, jusqu'à leur sortie en 1997 de Rage and Fury.  Il est resté à son poste jusqu'en 1998 avant de céder sa place à Conrad Kelly et d'assurer les percussions sur scène, mais il continue à jouer de la percussion.
Il quitte définitivement le groupe en 2001 en bon terme pour des raisons de santé et de fatigue accumulée pendant les grandes tournées de Steel Pulse,.
Il habite à Perry Barr à Birmingham, et possède sa propre maison de disques, Grizzly Records. 
Steve Nisbett meurt le 18 janvier 2018 à l'âge de 69 ans,,.
En concert dans les Caraïbes le jour de sa disparition, David Hinds et ses musiciens observent avec le public une minute de silence en arborant un portrait de Grizzly sur écran géant.